# Ilyograpsus
Ilyograpsus is een geslacht van kreeftachtigen uit de klasse van de Malacostraca (hogere kreeftachtigen).

## Soorten
- Ilyograpsus daviei Komai & Wada, 2008
- Ilyograpsus nodulosus Sakai, 1983
- Ilyograpsus paludicola (Rathbun, 1909)
- Ilyograpsus rhizophorae Barnard, 1955
- Ilyograpsus vanninii Sawada, Hosogi & K. Sakai, 2005